# Marnay (Vienne)
Marnay ist eine französische Gemeinde im Département Vienne mit 714 Einwohnern (Stand: 1. Januar 2022) in der Region Nouvelle-Aquitaine. Marnay gehört zum Arrondissement Poitiers und ist Teil des Kantons Vivonne. Die Einwohner werden Marnaisiens genannt.

## Geographie
Marnay liegt etwa zwanzig Kilometer südlich von Poitiers am Fluss Clouère. Umgeben wird Marnay von den Nachbargemeinden Aslonnes im Norden und Nordwesten, Gizay im Nordosten, Saint-Maurice-la-Clouère und Gençay im Osten, Magné im Südosten, Champagné-Saint-Hilaire im Süden, Anché im Südwesten sowie Vivonne und Château-Larcher im Westen.

## Bevölkerungsentwicklung
| Jahr                      | 1793 | 1800 | 1896 | 1901 | 1962 | 1968 | 1975 | 1982 | 1990 | 1999 | 2006 | 2013 |
| ------------------------- | ---- | ---- | ---- | ---- | ---- | ---- | ---- | ---- | ---- | ---- | ---- | ---- |
| Einwohner                 | 818  | 842  | 1015 | 1073 | 645  | 571  | 476  | 473  | 501  | 531  | 583  | 686  |
| Quelle: Cassini und INSEE |      |      |      |      |      |      |      |      |      |      |      |      |

## Sehenswürdigkeiten

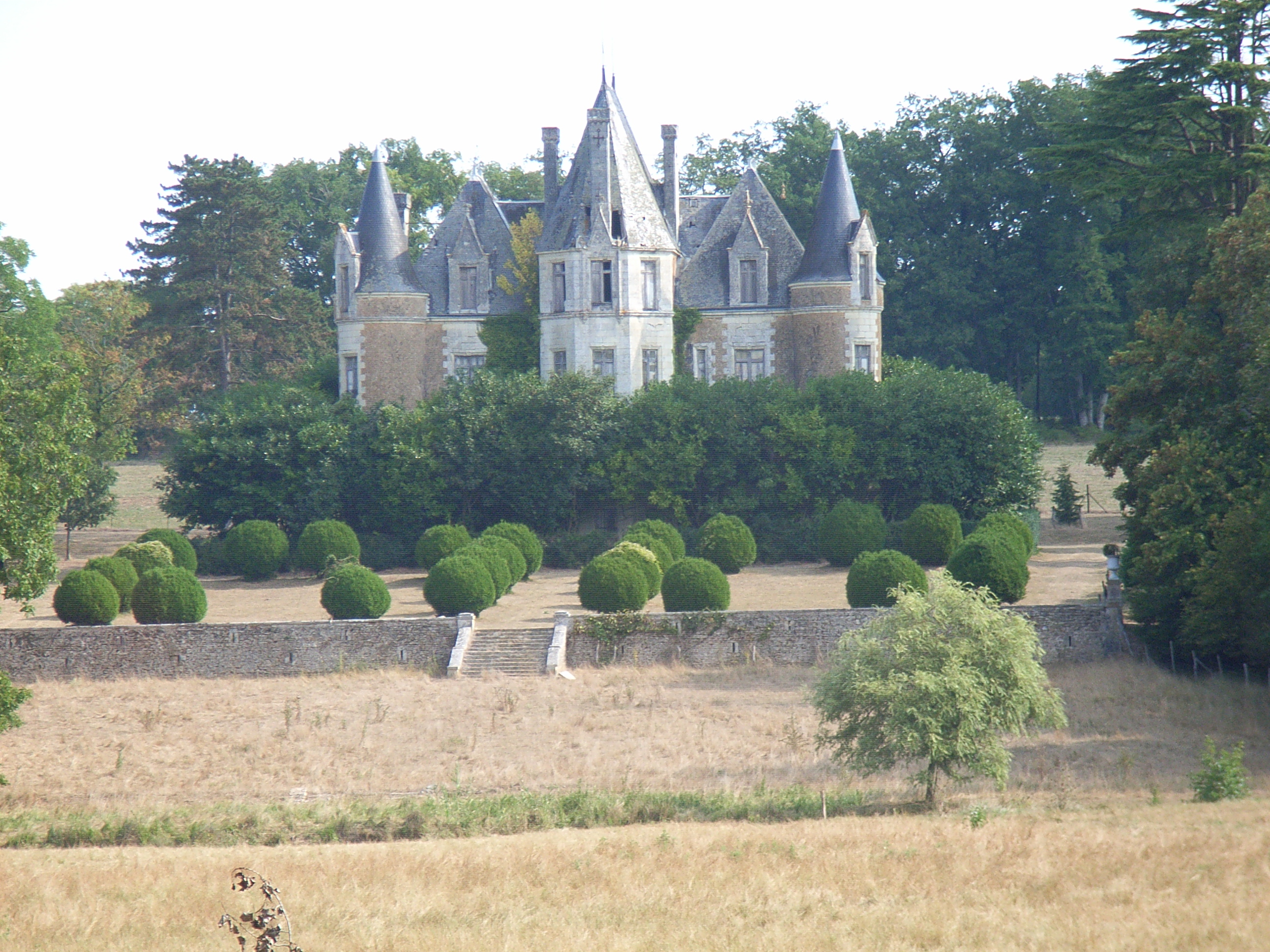
Schloss La Touche

- Kirche
- Schloss La Touche